# Ed Gayda
Edward C. "Ed" Gayda (nascido em 11 de maio de 1927) é um ex-jogador norte-americano de basquete profissional que disputou uma temporada na National Basketball Association (NBA). Em 2014 foi introduzido no Pac-12 Hall of Honor.

## Carreira

### Universidade
Disputou quatro temporadas pelos Cougars da Universidade do Estado de Washington, onde obteve média de 9,3 pontos por jogo.

### Profissional
Foi escolhido pelo Tri-Cities Blackhawks na segunda rodada do draft de 1950, depois de uma carreira universitária no estado de Washington. Na temporada 1951–52, Ed disputou apenas quatorze partidas pelos Blackhawks, com média de 3,9 pontos e 2,7 rebotes.